# Amédée Bollée

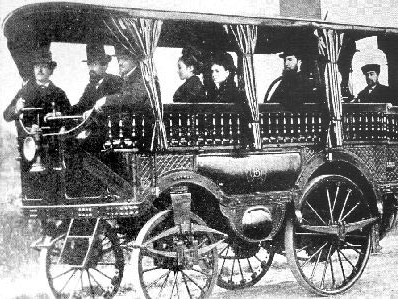
L’Obéissante fotografiert 1875

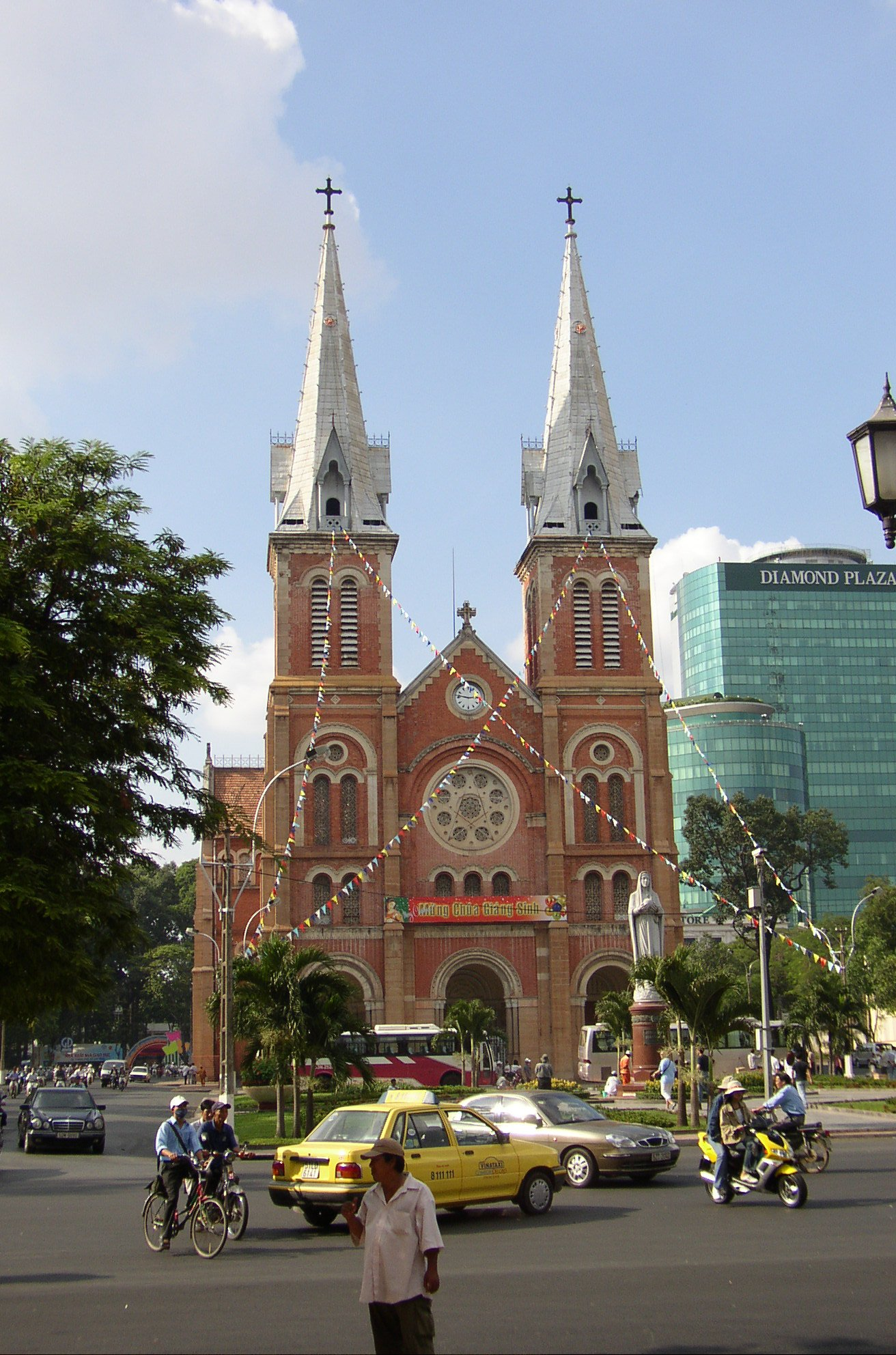
Kathedrale Notre Dame in Ho-Chi-Minh-Stadt, Zentrum des vietnamesischen Katholizismus mit Glocken von Bollée

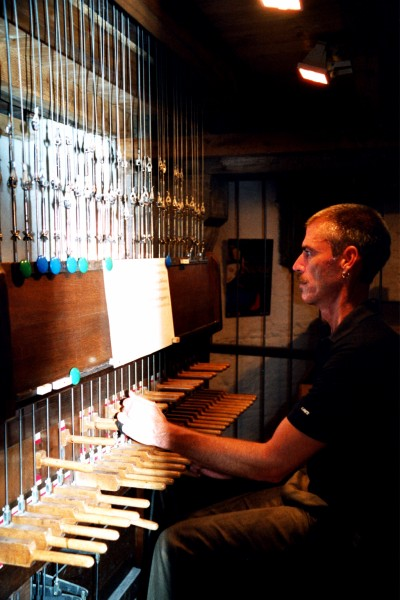
Carillonneur Brian Swager (San Francisco, USA) spielt das Carillon von Amédée Bollée der Kathedrale von Perpignan

Amédée Bollée (* 10. Januar 1844 in Le Mans; † 20. Januar 1917 in Paris), der wegen seines gleichnamigen Sohns auch als Amédée Bollée père (Vater) bezeichnet wird, war ein französischer Glockengießer und Automobilpionier aus Le Mans.

## Leben
Bollée war Sohn des Glockengießers Ernest-Sylvain Bollée. 1873 baute er sein erstes Dampfauto die Gehorsame (l’Obéissante) und fuhr mit diesem 1875 von Le Mans nach Paris, wofür er unterwegs 75 polizeiliche Verwarnungen bekam. Weitere Fahrzeuge nannte er „die aus Le Mans“ (Mancelle), „Marie-Anne“, „die Schnelle“ (Rapide), „die Neue“. Für die deswegen von ihm (neu) erfundene Achsschenkellenkung (1806 Georg Lankensperger) bekam er 1875 in Frankreich ein Patent.
Seine Söhne Amédée Bollée fils und Léon Bollée traten als Automobilkonstrukteure in seine Fußstapfen und gründeten die Unternehmen Amédée Bollée fils sowie Automobiles Léon Bollée.
Amédée Bollée starb im Januar 1917 im Alter von 73 Jahren in Paris. Er wurde auf dem Cimetière Sainte-Croix in seiner Heimatstadt Le Mans beigesetzt.

## Glockengießerei
Die Glockengießerei der Familie Bollée war auch international sehr erfolgreich und stattete viele Kathedralen weltweit mit Glocken und ganzen Geläuten aus. So stammen etwa die großen Glocken der Kathedrale Notre Dame von Saigon in Ho-Chi-Minh-Stadt in Vietnam von Bollée. Dort hängen sechs Glocken mit einem Gesamtgewicht von 30 Tonnen Bronze und ausgezeichnetem Klang. Ein ähnlich großes Geläut lieferte Bollée für die Kathedrale von Bordeaux.

## Fahrzeugbau
In seinem gleichnamigen Unternehmen Amédée Bollée fertigte er die Fahrzeuge. 1878 entwarf Amédée das Modell Mancelle, von dem 50 Exemplare gebaut wurden, weshalb Mancelle auch als erstes Serienauto betrachtet wird. Ein Originalexemplar befindet sich im Musée de l’Automobile de la Sarthe in Le Mans.

## Weblinks

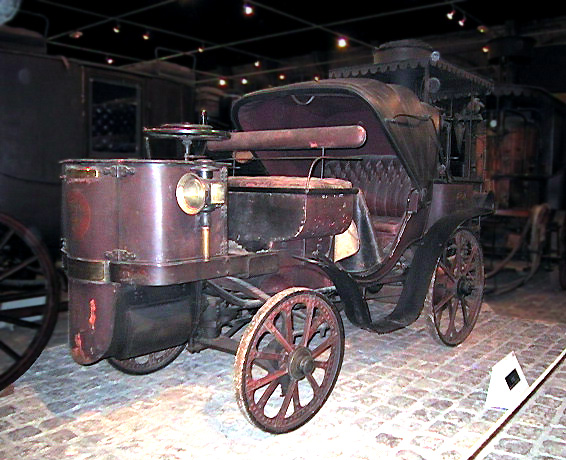
La Mancelle – 1878